# Peter Schat

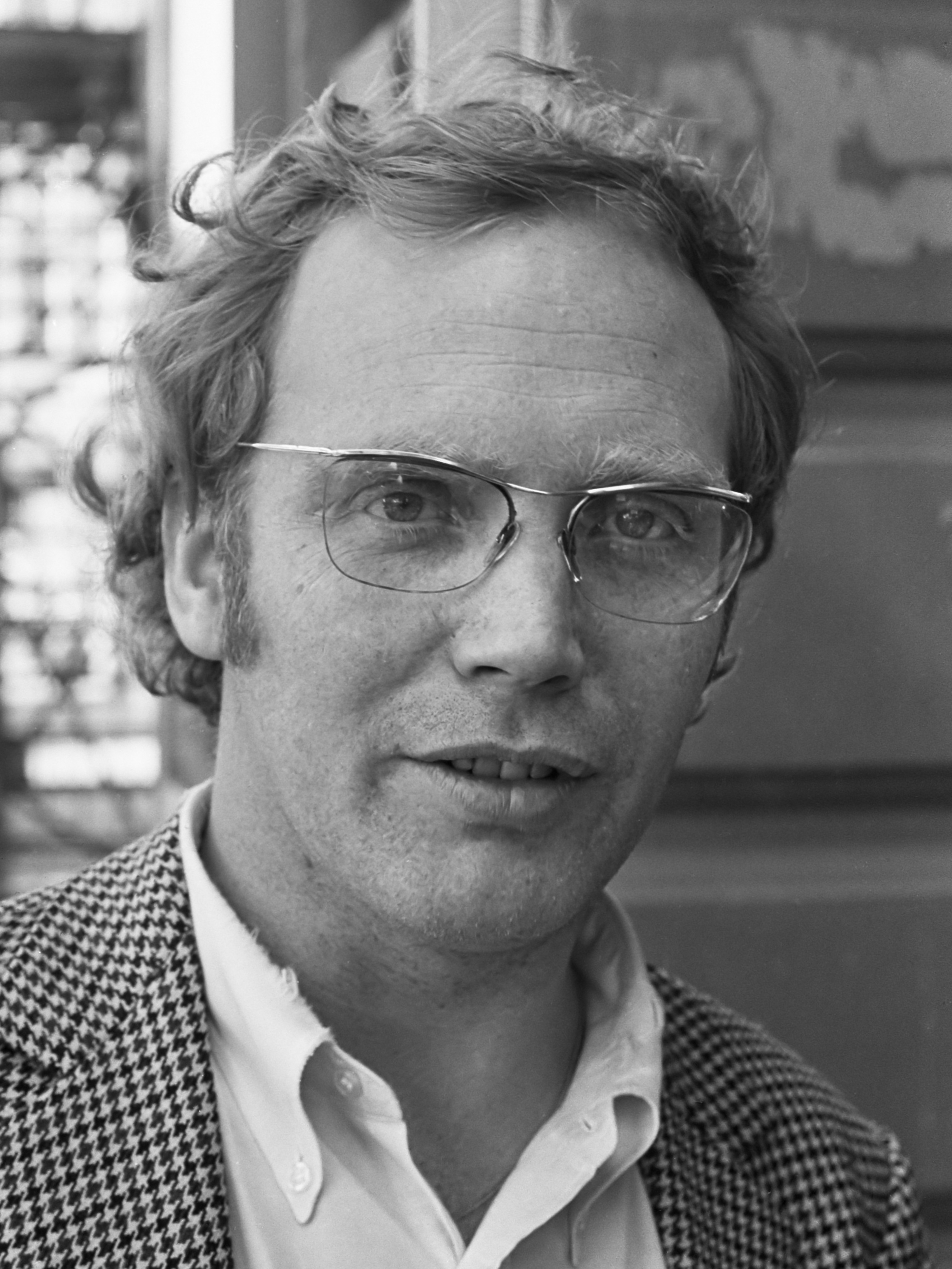
Peter Schat (1968)

Peter Ane (Peter) Schat (Utrecht, 5 juni 1935 - Amsterdam, 3 februari 2003) was een Nederlands componist.

## Biografie
Schat gold al tijdens zijn opleiding als een groot talent. In zijn geboortestad Utrecht studeerde hij piano bij Jaap Callenbach. Hij studeerde compositie bij Henk Stam in Bilthoven en daarna aan het Koninklijk Conservatorium in Den Haag bij Kees van Baaren. Vervolgens werd hij leerling in Londen bij Matyas Seiber en in Bazel bij Pierre Boulez. In 1957 won hij de Gaudeamus Award tijdens de Gaudeamus Muziekweek.
Als componist ontwikkelde hij zich in de jaren vijftig. Hij begon, zoals vele componisten in die tijd, met componeren via structurele processen. Dit is goed merkbaar in zijn eerste stukken. Later vertaalde hij in zijn werk juist meer de werking tussen de emotie van de componist en zijn publiek. Vanaf 1961 werkte Schat aan het muziektheaterwerk Labyrint, een op De Paradijsvogel van Louis Paul Boon gebaseerd groots opgezet interdisciplinair project dat in 1966 in première ging. Hij dreef naar het sociale en politieke engagement: Schat was in de jaren zestig actief in de bewegingen voor maatschappelijke hervorming. Zijn werken uit die tijd stelden zich ook in dienst van democratische idealen.
Aan het eind van de jaren zestig verstomde dit en begonnen zijn werken meer verwijzingen naar muziekstijlen uit het verleden te vertonen; eerst ironisch bedoeld, later meer vanuit het historische oogpunt. In de loop der jaren zeventig deed hij afstand van het muzikale modernisme. Hij sloot zich aan bij de meer traditionele muziek en omarmde het eerst als te traditioneel beschouwde Concertgebouworkest. Nog in 1969 had hij behoord tot de "Notenkrakers" die fel protesteerden tijdens een concert van dit orkest, met de zogeheten Aktie Notenkraker. Eerder dat jaar, bij het Holland Festival 1969, was hij een van de vijf componisten van de opera Reconstructie op een libretto van Harry Mulisch en Hugo Claus, waarin het imperialisme van de Verenigde Staten ten koste van de derde wereld aan de kaak werd gesteld.

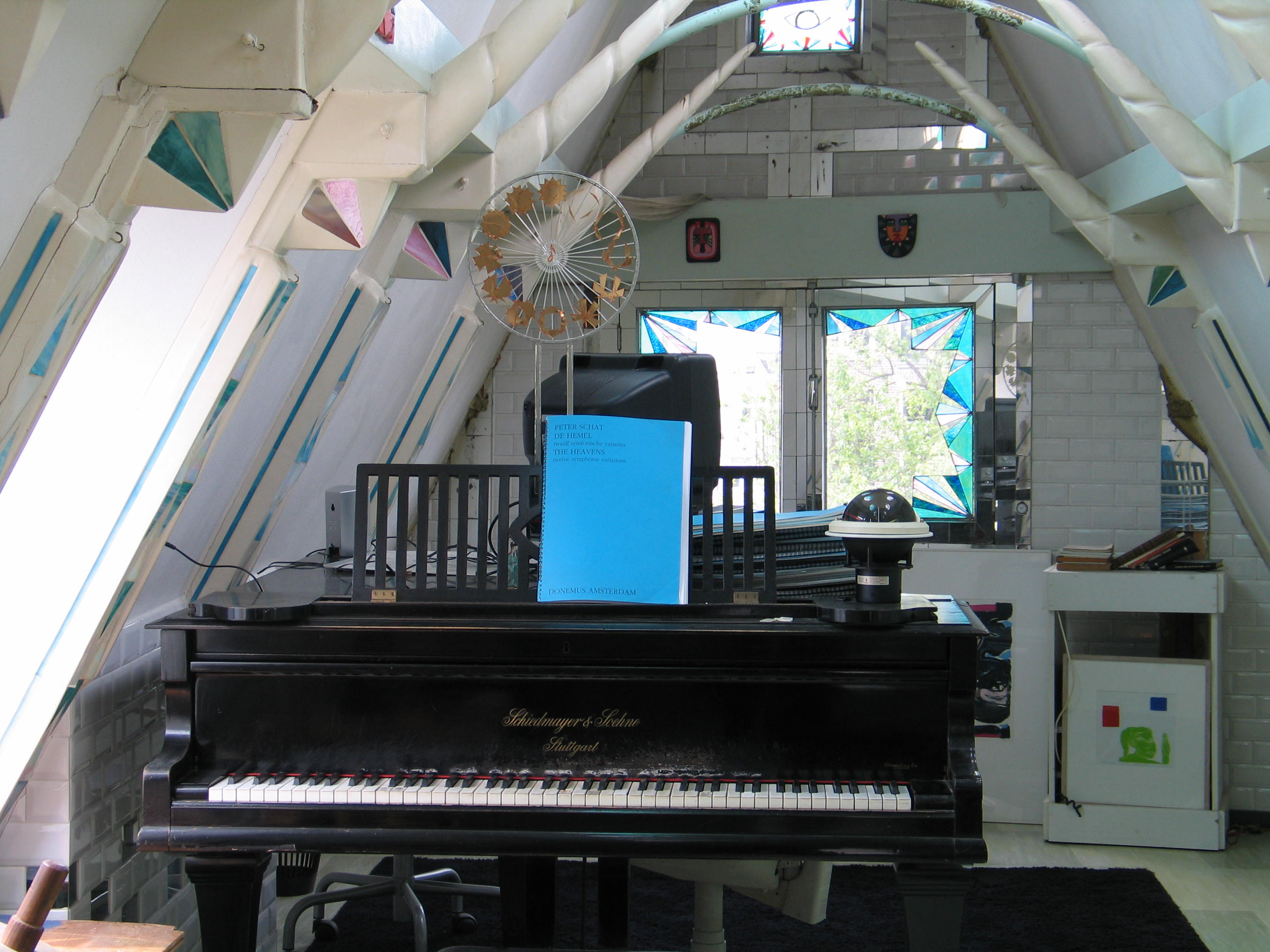
Studio van Peter Schat op zolder van een pand op de Oudezijds Achterburgwal

Vanaf 1974 tot 1983 was Schat leraar compositie aan het Koninklijk Conservatorium te Den Haag. In de laatste jaren van zijn docentschap ontwikkelde hij de Toonklok. Volgens de basis van dit principe en systeem dient de samenklank en opeenvolging van tonen gedicteerd te worden door muzikale wetten en niet door ‘administratieve manipulatie’, zoals die zich voordoet in het serialisme. Vanuit die basis ontwikkelde hij een compositiesysteem dat op drieklanken was gebaseerd. Hierin staan de muzikale relaties tussen tonen op een niet-hiërarchische basis centraal. Een nieuwsoortig ‘chromatische tonaliteit’ was het resultaat. Hiermee zou de breuk met de geschiedenis zijn hersteld, aldus Schat zelf.

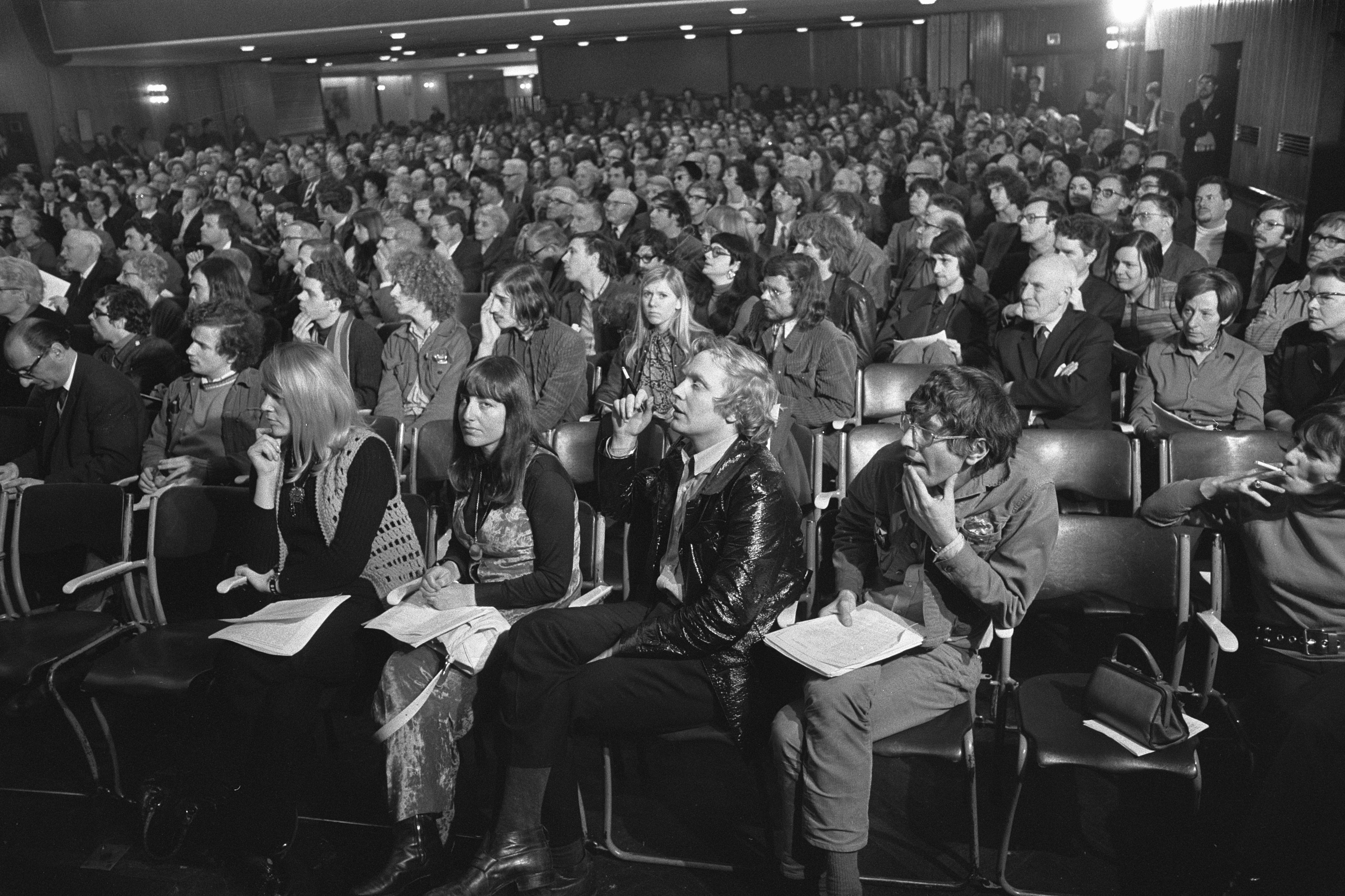
Discussie tussen "Notenkrakers" (onder andere Peter Schat en Reinbert de Leeuw) en het Concertgebouworkest (Hotel Krasnapolsky, 22 april 1970)

Dit compositiesysteem maakte hij in 1982 bekend in een publicatie in NRC Handelsblad. Nadien verschenen hierover boeken van zijn hand: De toonklok: essays en gesprekken over muziek (1984), De wereld chromatisch (1989) en The tone clock (1993). Schat was ook een van de oprichters van de Amsterdamse Studio voor Elektro-Instrumentale Muziek (STEIM).
In 1988 hield Schat bij de Universiteit Leiden de Huizingalezing onder de titel Adem, een vergelijking.

## Persoonlijk
Peter Schat leefde jarenlang samen met de actrice Marina Schapers, die overleed op 26 juli 1981 in Griekenland. Schapers, Schat en hun zoontje Bastiaan waren er op vakantie met Schapers' vriendin Kitty Courbois en haar kind. Deze gebeurtenis was inspiratiebron voor de roman Lucifer van de schrijfster Connie Palmen.
Peter Schat overleed in 2003 aan kanker.

## Composities
Orkestmuziek
- Mozaïeken (1959)
- Concerto da camera (1960) voor klein orkest

Kamermuziek
- Oktet (1958)
- Improvisations and symphonies (1960)
- Signalement (1961)
- First essay on electrocution (1966)
- Hypothema (1969)

Koorwerken
- The fall (1960)
- Het vijfde seizoen (1973)
- Adem (1984)
- Een Indisch requiem (1995)

Opera en muziektheater
- Labyrint (1966)
- Reconstructie (1969)
- Houdini (1977)
- Aap verslaat de knekelgeest (1980)
- Symposion (1989)

Pianomuziek
- Variaties (1956)
- Inscripties (1959)
- Anathema (1969)
- Polonaise (1981)

Overig
- Passacaglia en Fuga (1954)
- Thema
- To you
- Canto General
- Kind en Kraai
- De Hemel (1991)

## Biografie
- Bas van Putten, Alles moest anders: biografie van Peter Schat, Deel 1, Arbeiderspers, 2015, ISBN 9789029539265